# Lethrus mithras
Lethrus mithras is een keversoort uit de familie mesttorren (Geotrupidae). De wetenschappelijke naam van de soort werd in 1904 gepubliceerd door Edmund Reitter.